# Menno Alberda
Menno Alberda van Menkema ('t Zandt, 15 november 1642 - Uithuizen, 3 juli 1699) was een Groninger jonker uit het geslacht Alberda.
Menno was de zoon van Reint Alberda Op 't Zandt (1587-1653) en  Habbina Ubbena (1608-1669). Hij was lid van de Admiraliteit in Harlingen, afgevaardigde van de Staten-Generaal en luitenant der Hoge Justitiekamer. Hij droeg de titels Jonker, Heer van Menkema tot Uithuizen, Uithuizermeeden, 't Zandt, Eenum, Zeerijp, Eestrum en Ten Post.  
Hij breidde het bezit van zijn familie uit door aankoop en vererving. De borg Ringeweer in Uithuizen was al in het bezit van de familie sinds 1667. Van een tante van moederskant erfde hij de borg in Godlinze. In 1682 kocht hij de Menkemaborg en in 1695 de Rensumaborg. 
Hij is op 30 maart 1664 te Usquert getrouwd met Susanna Elisabeth Tamminga (van Ludema), (Usquert, 26 april 1646 - Uithuizen, 16 april 1680). Mello en Susanna hadden drie zoons en alle drie kregen ze een borg: 
- Onno Tamminga van Alberda (Groningen, 2 juni 1669 - Zandeweer, 10 mei 1743) kreeg de Rensumaborg,
- Willem Alberda van Dijksterhuis (Uithuizen, 1674 - Godlinze, 1721) kreeg de Borg te Godlinze en
- Unico Allard Alberda van Menkema (Groningen, 18 april 1676 - Uithuizen, 6 september 1714) de Menkemaborg en Ringeweer.